# Batalha de Boxtel
A batalha de Boxtel foi travada na província holandesa de Brabante do Norte em 15 de setembro de 1794, durante a Guerra da Primeira Coligação. Ele fazia parte da Campanha de Flandres de 1793-1794, em que as tropas britânicas, holandesas e austríacas tentaram lançar uma invasão da França através de Flandres. Ela é muitas vezes considerado mais notável pela presença de Arthur Wesley, que mais tarde tornaria-se Duque de Wellington.
A grande expedição aliada tinha planejado derrubar os revolucionários franceses ao invadir a França pelo norte através de Flandres em coordenação com outros ataques similares de diferentes direções. Essas forças tinham sido inicialmente bem sucedidas, mas sofreu um sério revés fora de Dunquerque e em 1794 estavam se retirando de volta para o norte, perseguido por um exército francês cada vez mais ressurgente. Em meados de setembro, os franceses encontraram-se com a retaguarda dos Aliados, perto da pequena cidade de Boxtel.
Os britânicos foram capazes de continuar sua retirada para o norte e, finalmente, chegaram à costa do Mar do Norte com sucesso, onde foram retiradas para a Grã-Bretanha em 1795. O francês pressionou Amsterdã e derrubou a República das Sete Províncias Unidas dos Países Baixos, substituindo-a por um estado satélite, a República Batava.